# Lijst van tegenpausen
Dit is een lijst van historische tegenpausen. Niet opgenomen zijn tegenpausen van moderene sedisvacantische groeperingen, die geen ondersteuning in de kerkelijke hiërarchie genieten en slechts enige duizenden aanhangers hebben. In de lijst zijn 40 historische tegenpausen opgenomen.
Daarbij komen Vigilius, die bij aanvang van zijn erkend pontificaat slechts tegenpaus was, en Sergius III, die in 898 weliswaar tegenpaus was, maar vanaf 904 de legitieme paus werd.
| Pausennaam      | Burgernaam                     | Ambtsperiode   | Opmerkingen                                              |
| --------------- | ------------------------------ | -------------- | -------------------------------------------------------- |
| Hippolytus      |                                | 217–235        | Eerste en enige heilige tegenpaus.                       |
| Novatianus      |                                | 251–258        |                                                          |
| Heraclius       |                                | 310            | Legitimiteit onduidelijk.                                |
| Ursinus         |                                | 366–367        |                                                          |
| Felix II        |                                | 356–365        | Legitimiteit onduidelijk.                                |
| Ursinus         |                                | 366–367        |                                                          |
| Eulalius        |                                | 418–419        |                                                          |
| Laurentius      |                                | 498–506        |                                                          |
| Dioscurus       |                                | 530            | Legitimiteit onduidelijk.                                |
| Eugenius I      |                                | 654-657        | Pas na 16 september 655 als legitieme paus beschouwd.    |
| Theodorus II    |                                | 687            |                                                          |
| Paschalis I     |                                | 687–692        |                                                          |
| Theophylactus   |                                | 757            |                                                          |
| Constantinus II |                                | 767–768        |                                                          |
| Philippus       |                                | 768            |                                                          |
| Johannes VIII   |                                | 844            |                                                          |
| Anastasius III  |                                | 855            |                                                          |
| Sergius III     |                                | 897-911        | Pas na 14 april 904 als legitieme paus beschouwd.        |
| Christoforus    |                                | 903–904        | Legitimiteit onduidelijk.                                |
| Bonifatius VII  | Franco Ferruci                 | 974 en 984-985 | Later ook legitieme paus.                                |
| Johannes XVI    |                                | 997–998        |                                                          |
| Gregorius VI    |                                | 1012           |                                                          |
| Silvester III   | Giovani di Sabina              | 1045           | Legitimiteit onduidelijk.                                |
| Benedictus X    | Giovanni Mincio von Tusculum   | 1058–1060      | Legitimiteit onduidelijk.                                |
| Honorius II     | Pietro Cadalus van Parma       | 1061–1064      |                                                          |
| Clemens III     | Wibert van Ravenna             | 1084–1100      |                                                          |
| Theodoricus     | Theoderik                      | 1100-1101      |                                                          |
| Albertus        | Albert van Sabina              | 1101           |                                                          |
| Silvester IV    | Maginulf                       | 1105–1111      |                                                          |
| Gregorius VIII  | Mauritius Burdinus             | 1118–1121      |                                                          |
| Celestinus II   | Tebaldo Buccapecus             | 1124           |                                                          |
| Anacletus II    | Pietro Pierleoni               | 1130–1138      |                                                          |
| Victor IV       | Gregorio Conti van Ceccano     | 1138           |                                                          |
| Victor IV       | Octaviano de Montecello        | 1159–1164      |                                                          |
| Paschalis III   | Guido van Crema                | 1164–1168      |                                                          |
| Calixtus III    | Johannes van Struma            | 1168–1178      |                                                          |
| Innocentius III | Lando van Sezze                | 1179–1180      |                                                          |
| Nicolaas V      | Pietro Rainalducci             | 1328–1330      | in Rome (pauszetel was in Avignon).                      |
| Clemens VII     | Robert, graaf van Genève       | 1378–1394      | in Avignon.                                              |
| Benedictus XIII | Pedro Marinez de Luna y Gotor  | 1394–1422      | in Avignon.                                              |
| Alexander V     | Pietro Philargi                | 1409–1410      | in Pisa (pas in de 20e eeuw als tegenpaus beschouwd).    |
| Johannes XXIII  | Baldassare Cossa               | 1410–1415      | in Bologna (pas in de 20e eeuw als tegenpaus beschouwd). |
| Clemens VIII    | Gil Sánchez Muñoz y Carbón     | 1423–1429      | in Aragón                                                |
| Benedictus XIV  | Bernard Garnier                | 1425–1430      | in Aragón                                                |
| Felix V         | Amadeus VIII, graaf van Savoye | 1439–1449      | in Genève, Lausanne en Basel.                            |

De belangrijkste moderne tegenpausen in chronologische volgorde:
- Clemens XV 1950 - 1974
- Gregorius XVII, van 1978 tot 2005 in Spanje
- Michael I, sinds 1990 tot 2022 in de VS
- Pius XIII, 1998-2009 in de VS
- Petrus II, 2005 - 2011 in Spanje
- Gregorius XVIII, 2011-2016 in Spanje
- Petrus III, 2016-heden in Spanje